# سرداب حل-سفلینی
سرداب حل-سفلینی (مالتی: Ipoġew) یک سازه زیرزمینی مربوط به دوره سفلینی (از حدود ۳۳۰۰ (پ.م) تا ۳۰۰۰ (پ.م)) در دوران نوسنگی واقع در پائولا مالت است. معمولاً از آن به عنوان Hypogeum 
(به مالتی: Ipoġew) یاد می‌شود که در زبان مالتی به معنای زیرزمین است. باور بر این است که این سازه یک گورستان و شهر مردگان بوده است و باستان‌شناسان تا به کنون بقایای ۷۰۰۰ نفر را در آن مستند کرده‌اند. سرداب حل-سفلینی یکی از سالم مانده‌ترین نمونه‌های معابد مالتی است.